# Welwand

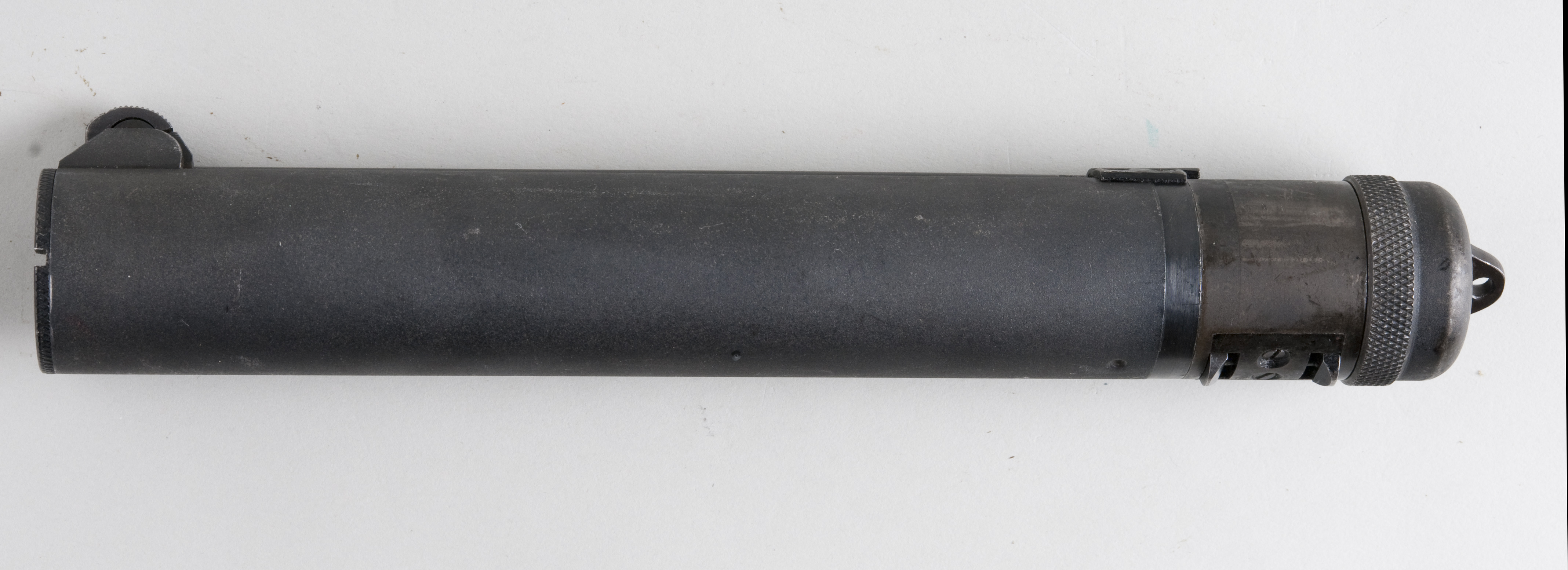
Welwand, Mündung links

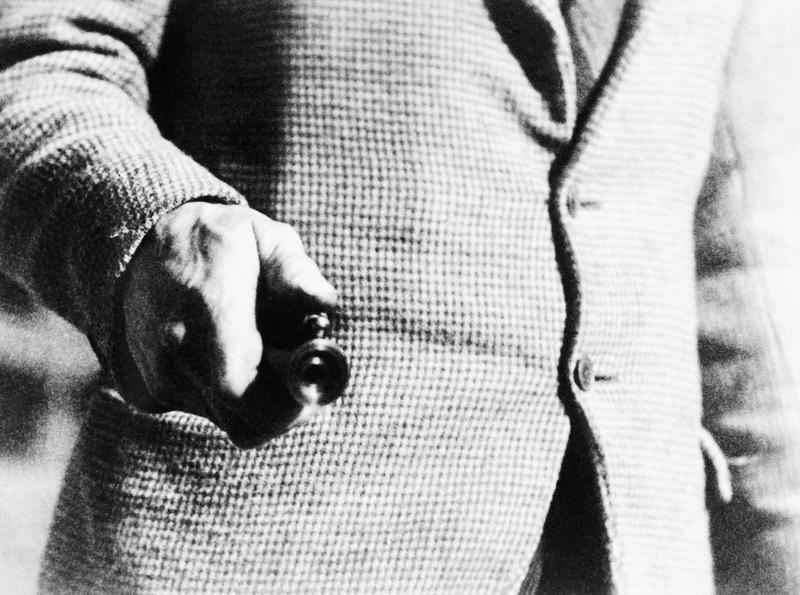
Demonstration einer Welwand, die Hand hält das
vordere Stück, der Rest ist im Ärmel verborgen, der Daumen liegt auf dem Abzug

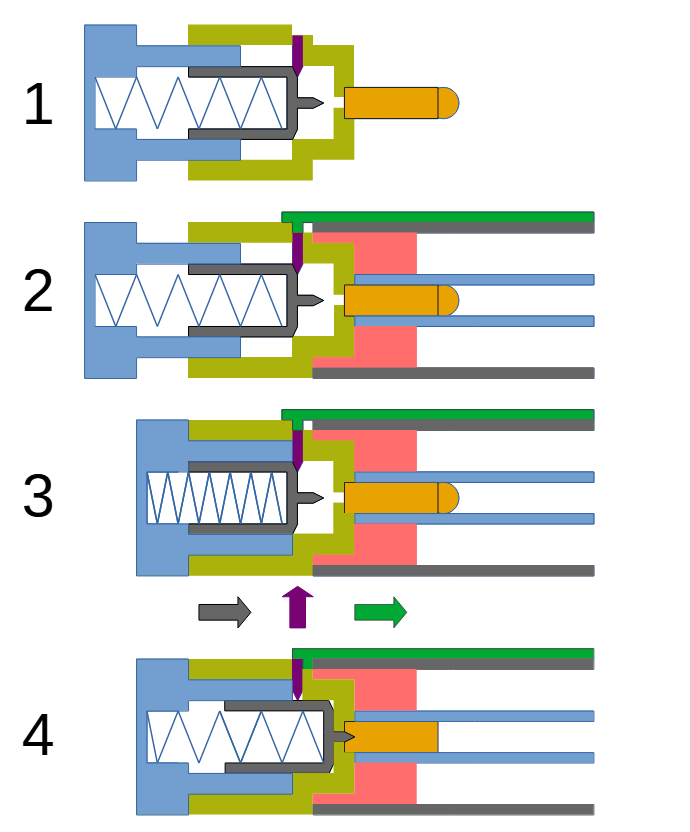
Prinzipskizze Herstellung der Feuerbereitschaft und Schussauslösung

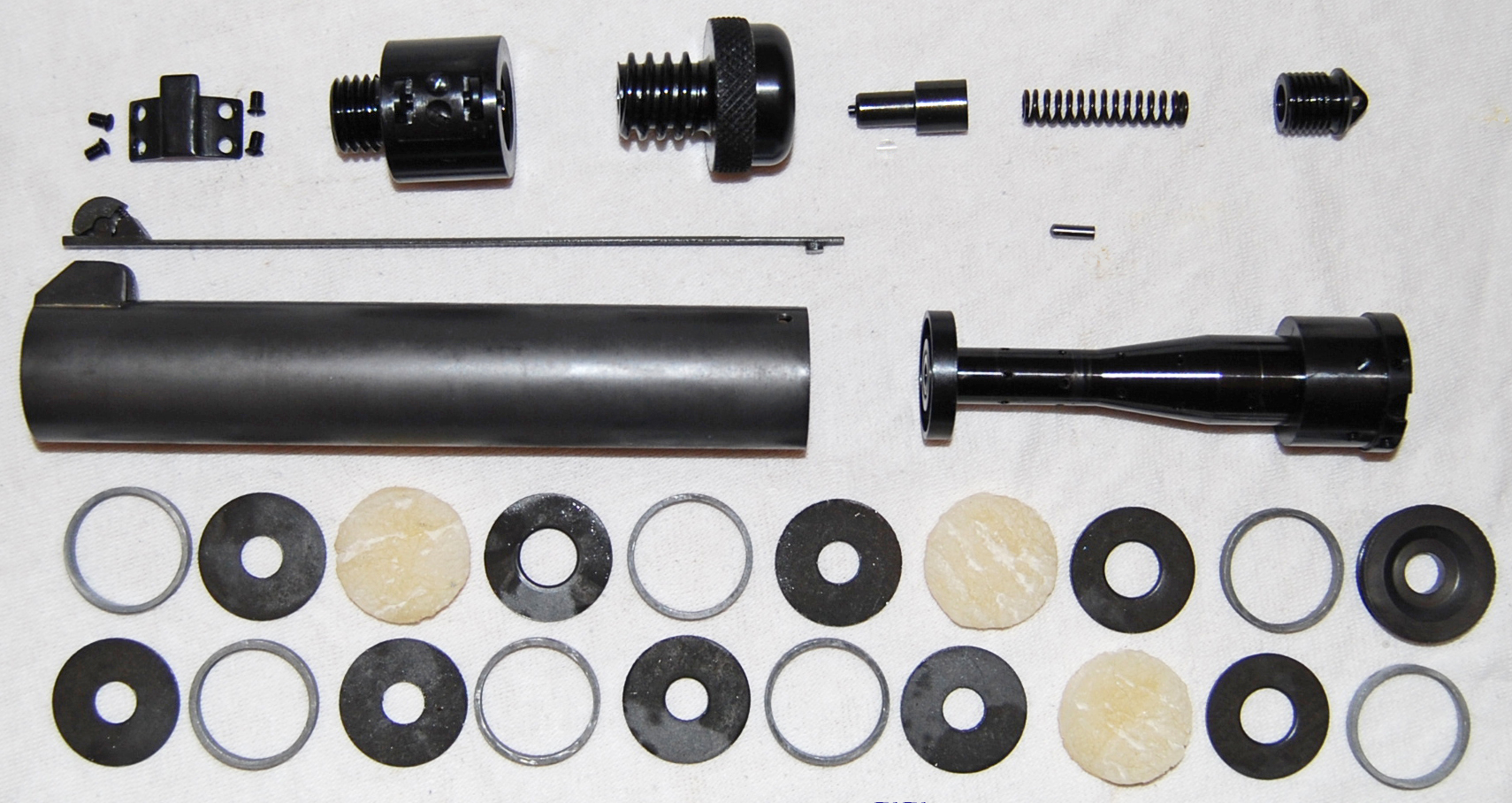
Zerlegte Welwand, Mündung links

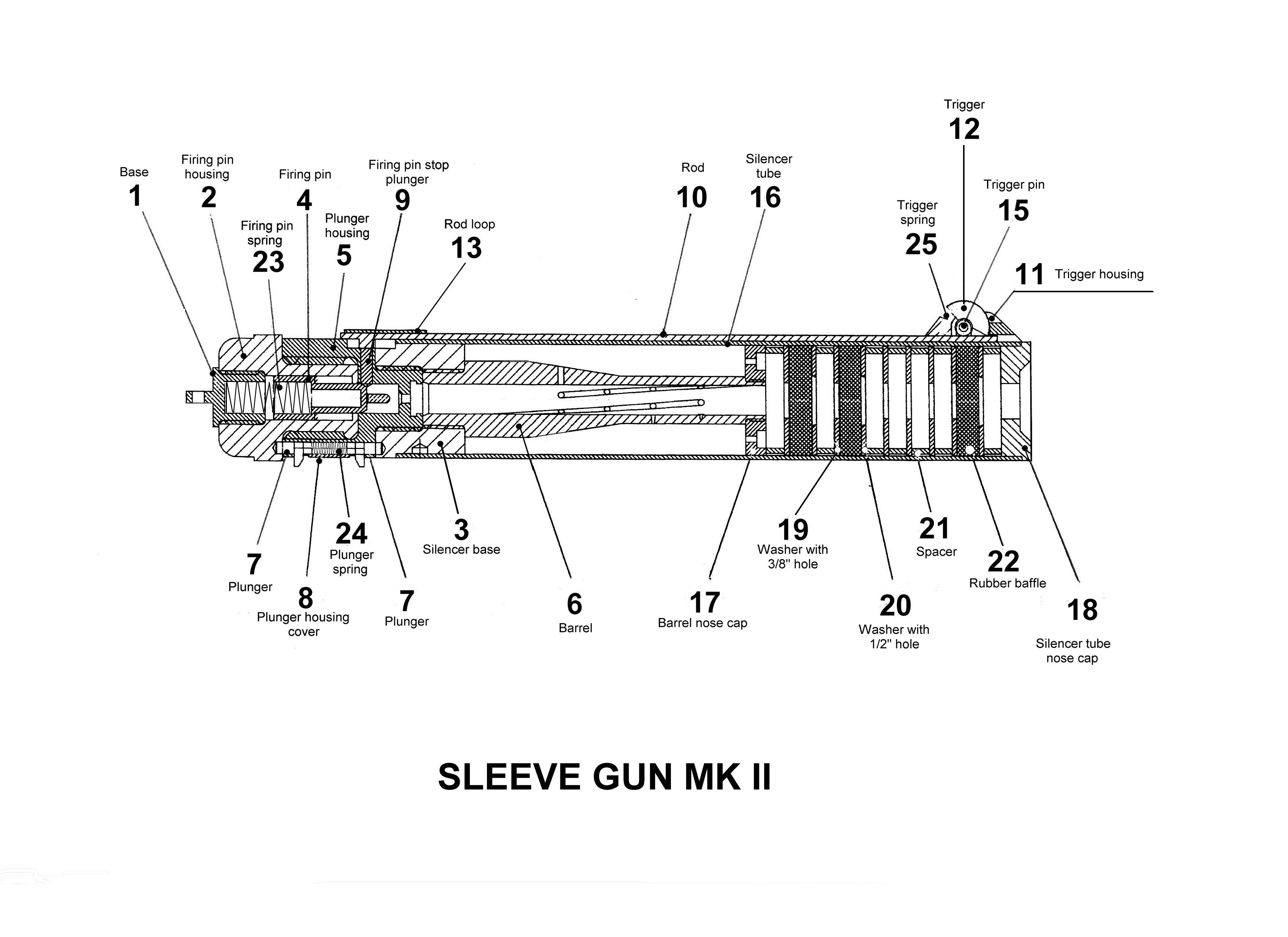
Schnittzeichnung, Mündung rechts

Welwand ist eine röhrenartige, einschüssige und schallgedämpfte Schusswaffe. Sie wurde während des Zweiten Weltkriegs vom britischen Special Operations Executive entwickelt. Die Waffe sollte verdeckt im Ärmel getragen werden können. Mit der Welwand sollten Widerstandskämpfer in besetzten Gebieten ausgestattet werden, um Attentate auf wichtige Persönlichkeiten der Besatzer verüben zu können.

## Geschichte
Während des Zweiten Weltkriegs führte das Vereinigte Königreich mit Widerstandskämpfern in besetzten Gebieten eine Kampagne gegen wichtige Persönlichkeiten der Besatzer oder Kollaborateure. Diese Personen sollten durch Attentate möglichst ausgeschaltet werden. Da sie in der Regel gut geschützt waren, musste der Attentäter sehr nah herankommen. Die Schussabgabe sollte unbemerkt bleiben, um dem Attentäter Zeit zu verschaffen, sich vom Tatort zu entfernen, bevor der Anschlag von den Sicherheitskräften als solcher bemerkt wurde. Die Welwand-Pistole war deshalb von Grund auf für diesen Zweck entworfen. Sie hat besondere Konstruktionsmerkmale und erfordert eine besondere Handhabung.
Die Welwand wurde von der Special Operations Executive, Abteilung Station IX, bei Welwyn entwickelt. Die schallgedämpfte Repetierpistole Welrod war der Beginn der Entwicklung. Sowohl die Welwand wie auch die Welrod wurden von der Birmingham Small Arms Company hergestellt.
Die Bezeichnung „Welwand“ setzt sich aus dem Präfix „Wel“ des Ortes „Welwyn“ und „wand“ (Stab), der auf das Erscheinungsbild der Waffe abzielt, zusammen. Diese Namenskonvention nutzte die Station IX auch für andere ihrer Entwicklungen. So gab es zum Beispiel neben der Pistole Welrod auch das Ein-Mann-Unterseeboot Welman oder den kompakten Motorroller Welbike.
Zunächst wurde die Mark I entwickelt; bei der Mark II war das Kaliber größer, sie war weniger klobig und verfügte auch über eine verbesserte Sicherung. Der US-amerikanische Militärnachrichtendienst Office of Strategic Services testete die Welwand am 11. Februar 1944.
Es wurden etwa 150 Welwand-Pistolen gefertigt. Es gibt keine Hinweise, dass sie jemals bestimmungsgemäß eingesetzt wurden, ganz im Gegensatz zu der deutlich bekannteren Welrod-Pistole. Es gibt nur drei bekannte erhaltene Exemplare, zwei bei den Royal Armouries in England und eine im norwegischen Festungsmuseum Bergenhus.

## Technik
Die Welwand ist eine technisch sehr reduzierte Einzelladerpistole. Sie besteht aus einem Lauf, der in einem Schalldämpfer integriert ist, und einem Verschluss. Die Länge beträgt ca. 22 cm, der Durchmesser ca. 3 cm bei einem Gewicht von  737 g. Der Schalldämpfer besteht aus sieben Kammern, die jeweils durch Blech und Gummischeiben getrennt sind. Der Verschluss wird mit einem Gewinde an den Lauf/Schalldämpfer angeschraubt. Der knopfartige Abzug befindet sich sehr nah an der Mündung und ist mit dem Daumen zu bedienen. Es gibt keinerlei Visiereinrichtungen.
Welwand MK I war für die Patrone .22 lfB ausgelegt, Welwand MK II für .32 ACP. Da bei Welwand MK I der Abzug leichtgängig war, konnte es leicht zu einer unbeabsichtigten Schussabgabe kommen; der Attentäter war in Gefahr, sich selbst in den Fuß zu schießen. Deswegen wurde bei Welwand MK II eine Abzugssicherung eingeführt. Der gerändelte Abzugsknopf musste zunächst nach hinten unten gekippt werden und erst dann ließ er sich nach vorn schieben. Der neue Abzug senkte zwar das Risiko einer unbeabsichtigten Schussabgabe, erschwerte jedoch die Bedienung für einen ohnehin unter Stress stehenden Attentäter. Bei der Welwand MK I ist die Abzugsstange in einer separaten Gehäuseröhre am Schalldämpfer untergebracht. Das machte die Waffe klobig und unhandlich. Bei der Welwand MK II lag die flache Abzugsstange frei, sodass die Waffe schlanker und handlicher war.
Die Schalldämpferelemente waren schon nach wenigen Schüssen abgenutzt und konnten nicht leicht getauscht werden. Die Waffe war aber ohnehin nicht für die Abgabe von vielen Schüssen ausgelegt.
Herstellung der Feuerbereitschaft und Schussauslösung (siehe Prinzipskizze):
1. Der Verschluss ist aus dem Lauf/Schalldämpfer herausgeschraubt. Der Spannkolben ist aus dem Verschlussblock herausgeschraubt, so dass die Schlagfeder entspannt ist. Der Schlagbolzen liegt am Haltestift an, aber belastet ihn nicht. Eine Patrone wird mit dem Patronenboden in den Verschlussblock eingelegt.
2. Der Verschluss wird in den Lauf/Schalldämpfer eingeschraubt. Das hintere Ende der Abzugsstange liegt über dem Haltestift.
3. Der Spannkolben wird in den Verschlussblock eingeschraubt und spannt so die Schlagfeder. Dadurch belastet der Schlagbolzen den Haltestift. Dieser wird aber von dem hinteren Ende der Abzugsstange an seinem Platz gehalten.
4. Der Schütze betätigt den Abzug, indem er die Abzugsstange in Richtung Mündung schiebt. Somit liegt das hintere Ende der Abzugsstange nicht mehr über dem Haltestift. Der Haltestift wird durch den unter Druck stehenden Schlagbolzen herausgedrückt. Der Schlagbolzen wird von der Schlagfeder beschleunigt, schlägt auf den Patronenboden auf und zündet die Treibladung. Die Hülse verbleibt in der Waffe.[6]

## Handhabung
Die Waffe musste vor dem Einsatz geladen und gespannt werden. Ein Nachladen wäre umständlich gewesen und war während eines Einsatzes nicht vorgesehen. Zwar beträgt die tödliche Reichweite mehrere Meter, aber die Welwand ist für den aufgesetzten Schuss entwickelt, d. h. die Mündung der Waffe hat Kontakt mit dem Körper des Opfers.
An der Trageöse der Welwand wurde eine Kordel befestigt. Die Kordel wurde durch den Ärmel unter der Achsel durchgeführt, bis sie an einem Knopf am Gürtel befestigt werden konnte. Dann wurde der Knopf gelöst, die Waffe rutschte in die Handfläche und wurde umfasst. Nach dem Schuss sollte sie unauffällig an der Kordel hochgezogen und wieder am Gürtel befestigt werden.
Alternativ konnte ein Gummiband benutzt werden, dessen leeres Ende über den Ellenbogen gebunden wurde. Nach dem Schuss sollte der Attentäter die Waffe loslassen, woraufhin sie vom Gummiband in den Ärmel hochgezogen würde.
Es gibt zwar Berichte, dass die Waffe als Schlagstock benutzt werden konnte, aber zu diesem Zweck müsste sie länger gewesen sein.